# Michael Heseltine
Michael Ray Dibdin Heseltine, Barón Heseltine de Thenford, CH, CP, (Swansea, 21 de marzo de 1933) es un político británico, miembro del Partido Conservador. Fue miembro del Parlamento de 1966 a 2001 y figura prominente de los gobiernos de Lady Margaret Thatcher y Sir John Major. En 1990, se enfrentó a la primera en el liderazgo del Partido, y pese a que no tuvo éxito, el hecho de que este enfrentamiento se produjese, precipitó la crisis de gobierno de la entonces primera ministra, causando su eventual dimisión.
Habiendo conseguido ser millonario por propios méritos, entró en el Parlamento en 1966, y en el Gabinete en 1979 como Secretario de Estado para el Medio Ambiente, y Secretario de Estado para la Defensa de 1983 a 1986. Dimitió de su puesto en el Gabinete en 1986, a causa del Caso Westland, volviendo a ocupar un lugar como Backbencher. Luego del discurso de Sir Geoffrey Howe en el que anunciaba su dimisión en noviembre de 1990, Heseltine desafió a la entonces primera ministra y líder del Partido Conservador, Margaret Thatcher, en el liderazgo del partido. Tuvo el éxito suficiente para forzar que se produjese una segunda votación. Tras la dimisión de Thatcher, volvió al Gabinete, entonces ya presidido por su sucesor, Sir John Major.
Bajo el mandato de Major, Heseltine se convirtió en una figura política de relevancia, llegando a alcanzar los puestos de vice primer ministro y Primer Secretario de Estado, y renunciando al liderazgo del Partido tras las elecciones de 1997.
Permanece en la actualidad, como una de las voces modernizadoras del Partido Conservador, y como una de las máximas personalidades políticas veteranas del Reino Unido.